# J·T·墨菲
詹姆斯·托马斯·墨菲（英語：James Thomas Murfee，1833年9月13日—1912年4月28日），通称J·T·墨菲，马里昂军事学院创始人。墨菲曾担任弗吉尼亚军事学院学员总队长并以第一名的成绩毕业，他在南北战争中被推举为美利坚联盟国陆军中校，曾率领阿拉巴马大学学生军与联邦军队作战。他还曾在麦迪逊学院、林奇堡学院、和阿拉巴马大学等学校任教。1871年，墨菲担任霍华德学院第六任校长。1887年，在霍华德学院搬迁至伯明翰市后，墨菲将极少数不愿离开的教职员工凝聚起来，在霍华德学院旧址创立马里昂军事学院，并被推举为第一任校长（1887年－1906年）。1912年，墨菲病逝于佛罗里达州的迈阿密市。

## 简介

### 早年
墨菲于1833年9月13日出生于弗吉尼亚州南安普顿，其祖父西蒙·墨菲曾参加过1812年战争，军衔上尉。1849年，墨菲考入弗吉尼亚军事学院，并于同年8月27日入校就读。自大三起，墨菲开始担任学员干部，他在该学年担任学员士官长（First Orderly Sergeant）。1853年，升至大四的墨菲被任命为学员总队长（First Captain），他在哲学、工程、步兵战术和炮兵等多项考核中均名列第一。同年7月4日，墨菲以该届杰出学员的身份和第一名的成绩毕业。同年，墨菲开始在宾夕法尼亚州的麦迪逊学院担任科学讲师。他于1855年回到弗吉尼亚，在林奇堡学院担任教授和学员教务长。1860年，墨菲来到了阿拉巴马大学担任教授和学员教务长。1861年，南北战争爆发，同年7月11日，墨菲与劳拉·欧文结婚。

### 南北战争
1862年，墨菲被推举为第41阿拉巴马步兵团中校，但不久后他又选择回到阿拉巴马大学继续担任教务长。1865年，南北战争进入了到最后的阶段，南方败局已定。联邦军准将约翰·克劳克斯顿率领一个骑兵旅凭借亚特兰大战役之余威乘胜入侵阿拉巴马。当克劳克斯顿率部进入塔斯卡卢萨之时，墨菲集结仅有的300名阿拉巴马大学学生军与第41阿拉巴马步兵团残部配合，迎击1500人之众的联邦军队。由于人数和装备的绝对劣势，平均年龄只有十五岁左右的学生军很快不敌，旋即撤出战场，J·T·墨菲也在战斗中负伤。联邦军队随后火烧塔斯卡卢萨城和阿拉巴马大学，将这座邦联军队在南方最后几座重要补给据点之一彻底焚毁。不久，南北战争结束，墨菲回到阿拉巴马大学继续任教。

### 霍华德学院校长

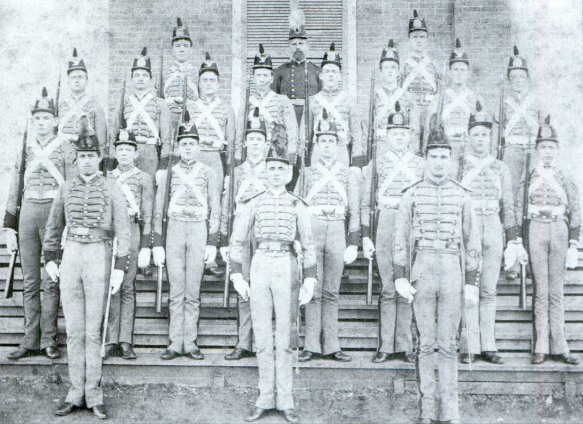
据信为墨菲（后排中）与霍华德学院B连学员

回归阿拉巴马大学后的墨菲主要教授建筑学，时值美国重建时期，他感觉校内的政治环境对自己不利，于是1871年，他转投当时位于马里昂的霍华德学院担任校长。墨菲对霍华德学院进行了改革，将课堂改成小班授课以注重学生个人能力的培养，他还对学校进行军事化改造，令学生在校园统一着灰色校服，并提高学生的纪律性。进入1880年代，随着学校的财政状况逐渐获得改善，校董事会便萌生了将校园搬迁到城市里的想法，当时马里昂白人与黑人之间日趋严重的种族矛盾也成了这一想法的催化剂。与此同时，随着学校规模的扩大，墨菲与校董事会和阿拉巴马浸信会在军事化管理和学生必须住校的理念上也产生了分歧。1887年，随着霍华德学院迁往伯明翰，墨菲也结束了自己在霍华德学院长达16年的校长经历。

### 创立马里昂军事学院

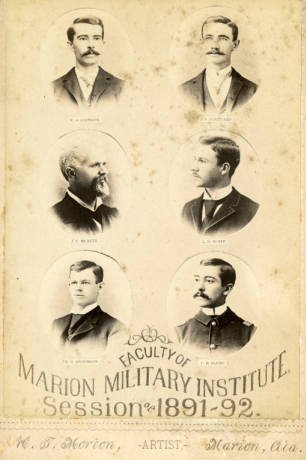
马里昂军校教员1891-1892，第二排左侧者即J·T·墨菲

因为对自己教育理念的坚持，1887年，墨菲将少数没有跟随霍华德学院离开的教职员工聚拢起来，主要根据弗吉尼亚军事学院的教育模式在学校旧址创立了马里昂军事学院，墨菲被推举为校长。由于马里昂军校成立之初被定义为一所私立非盈利教育机构，因此并非由州政府或教会掌控，而是由董事会对学校各类事务进行商议表决。 第一学期马里昂军事学院共招收了79名学生。1889年，阿拉巴马州政府对马里昂军事学院予以正式承认并颁发了许可状。1906年，墨菲退休，其长子霍普森·欧文·墨菲接任校长。1912年，墨菲病逝于佛罗里达州的迈阿密市。

## 家庭
J·T·墨菲与其妻子劳拉·欧文共育有四个孩子，依次为朱莉亚、霍普森、玛丽、沃尔特。霍普森和沃尔特后来分别成为了马里昂军事学院的第二任和第三任校长。其中霍普森在任期间扩大学校规模、邀请威廉·塔夫脱担任校董、设立联邦军校预科、引入陆军预备军官训练团、邀请时任普林斯顿大学校长的伍德罗·威尔逊在马里昂军事学院的毕业典礼上发表演讲等一系列举措将该军校带入了一个更高的层次。
J·T·墨菲有一个弟弟名叫约翰·墨菲，他也在塔斯卡卢萨之战负伤。

## 注解
1. ↑  当时为一所军校，后来在南北战争中用于训练邦联军人[參⁠ 5]。
2. ↑   註: